# Deulgaon Raja
Deulgaon Raja é uma cidade  no distrito de Buldana, no estado indiano de Maharashtra.

## Demografia
Segundo o censo de 2001, Deulgaon Raja tinha uma população de 24,372 habitantes. Os indivíduos do sexo masculino constituem 52% da população e os do sexo feminino 48%. Deulgaon Raja tem uma taxa de literacia de 71%, superior à média nacional de 59.5%: a literacia no sexo masculino é de 79% e no sexo feminino é de 63%. Em Deulgaon Raja, 14% da população está abaixo dos 6 anos de idade.